# Újezd u Sezemic
Obec Újezd u Sezemic se nachází v okrese Pardubice, kraj Pardubický. Žije zde 253 obyvatel.

## Části obce
- Újezd u Sezemic
- Zástava

## Historie
První písemná zmínka o obci pochází z roku 1436.

## Galerie

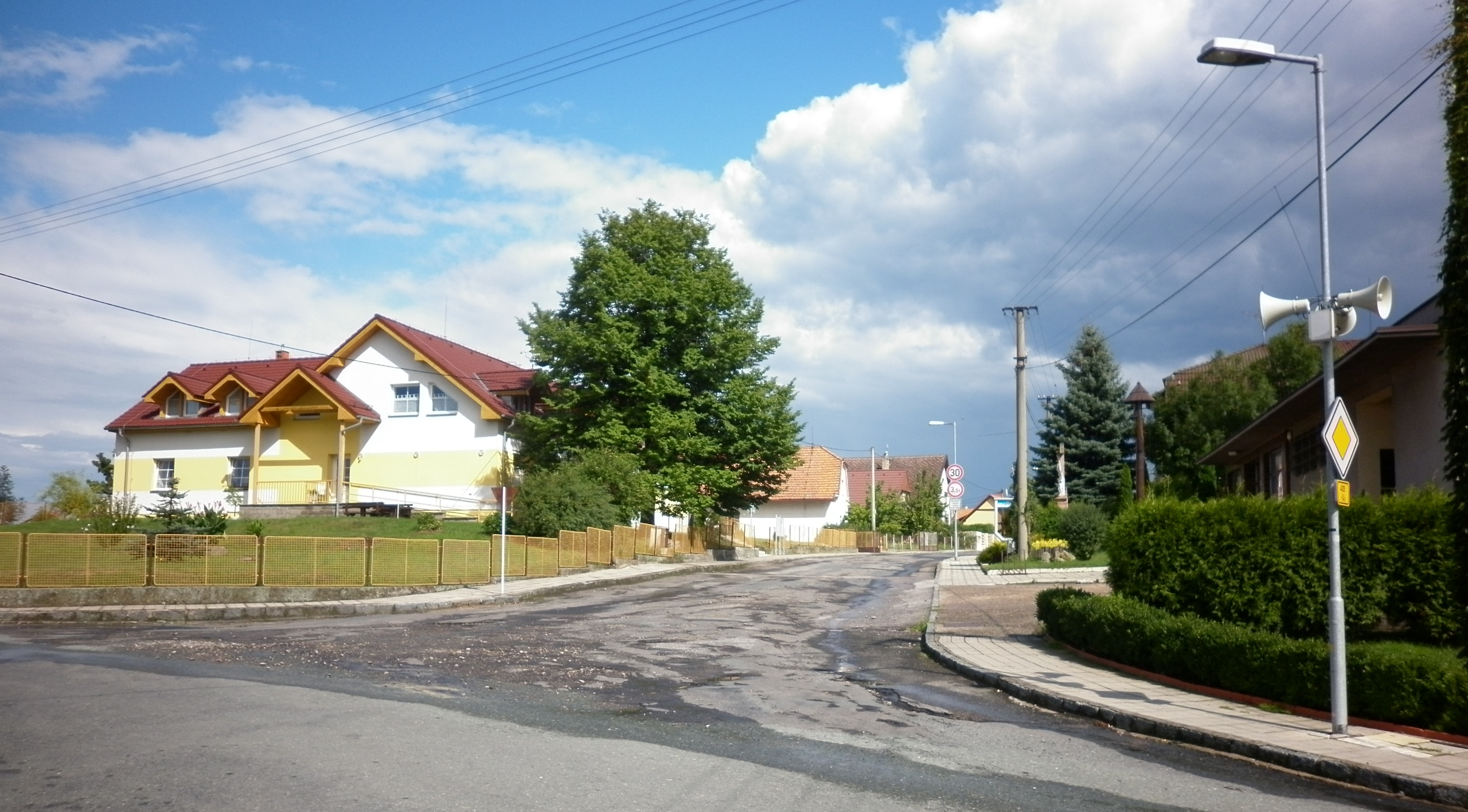
Náves
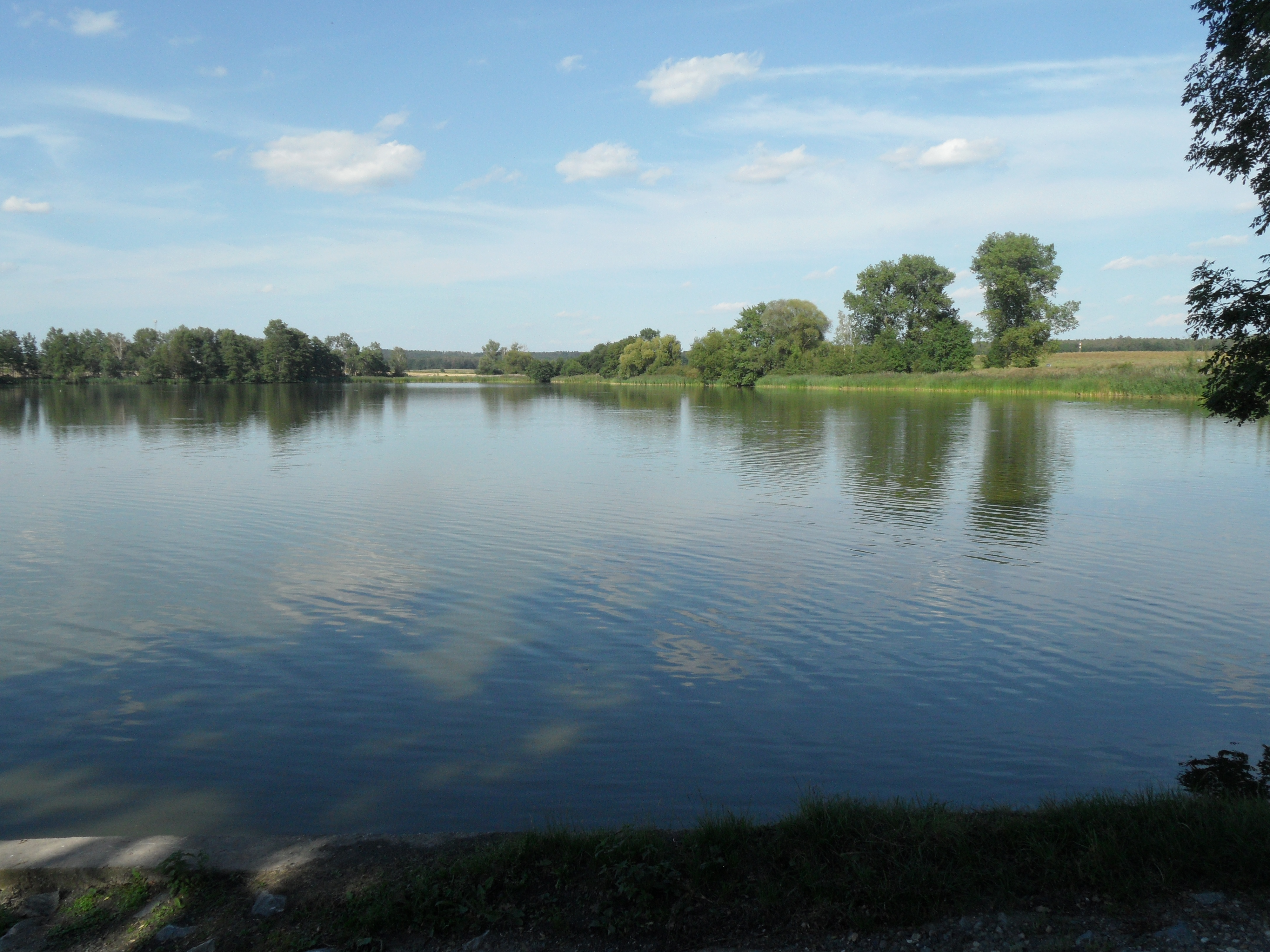
Újezdský rybník